# Hymedesmia agariciicola
Hymedesmia agariciicola är en svampdjursart som beskrevs av van Soest 1984. Hymedesmia agariciicola ingår i släktet Hymedesmia och familjen Hymedesmiidae. Inga underarter finns listade i Catalogue of Life.